# ジョン・ラッテンベリー
ジョン・ラッテンベリー（Jon Rattenbury、1966年 - ）は、アメリカ合衆国の画家である。

## 経歴
1966年イギリスのチェルトナムに生まれたジョン･ラッテンベリーは4歳の時、アメリカ合衆国でも屈指の美しい都市であるサンフランシスコ郊外の街、ノバトに家族で移住。父はサンフランシスコのクロニクルにある新聞社に定年まで勤務し、料理やお菓子作りが趣味と言うやさしい母と、双子の兄弟ティムと共に自然豊かなこの地で育ち、現在もこの地で暮らしている。 
幼少の頃は、周囲に広がる美しい谷、湖、河などを探検し、その恵まれた自然環境に感化され、5歳で絵を描き始めるようになる。その後、マックスフィールド・パリッシュ、モネなど多彩なアーティストから影響を受け、絵を描くことへの強い欲求と信念のもと、美術の道へと進み、現在へと至るのである。 
社会に出たジョン・ラッテンベリーは、自らの技術を高めるためにも、色々なクリエイティブな職業に就き、研究を重ねて19歳の頃には雑誌や広告に使う写真をエアーブラシで加工・編集する会社に、20代の頃は印刷に携わる会社でプレートメイキング、ブルーイング、カメラワークなどを担当するなどした。
その後、コンピューターグラフィックスの専門学校に通い、さらに研究を続けるなど、長い年月をかけて豊かな表現の世界を追及していった。
また、独自の芸術世界を求めた時に現れたのが音楽の存在である。作品に込められたイメージはキャンバスと共にグランドピアノやシンセサイザーを用いて独自の音楽世界をも構築してゆく。 そうして作曲という分野でも才能を放つようになったジョン・ラッテンベリーは、絵画の制作と並行して、ピアノやシンセサイザーで音楽へも命を吹き込み、CDアルバムもだすという多彩の持ち主である。音楽活動からもたらされる自由な発想が、絵画制作に多大な影響を与え、自然の美しさの真髄を大胆且つ柔軟に、時には私たちの予想を裏切るような独自のスタイルで描かせるのである。 
ジョン・ラッテンベリーの作品は、アメリカの数多くの美術ギャラリーや美術展、アートエキスポといった展示会にて発表され、ヨーロッパ、また世界中のギャラリーからも高い評価を得ている。これから、益々期待される絵画界の新星である。

## 社会貢献
- ジョン・ラッテンベリーは、東北地方太平洋沖地震の際には、自身もノースリッジ地震を経験していることから、1週間後には日本に駆けつけ、支援をしている。
- また、地元の小学校では、ボランティアで子供達に絵画について教えるなどしている。

## 絵画の価格
- ジョン・ラッテンベリーの絵画は、1000円のポストカードから数百万の原画まで存在する。
しかし、贋作やプリントした絵画などを、買取専門業者や中古品販売会社などが、本物の原画や版画と区別無く表記するなどしているため、トラブルが多数報告されている。（正規品卸業者ホームページより）

## 音楽CD
- Eternal Spirit